# Outlaws Like Me
| Оценки критиков | Оценки критиков |
| Источник        | Оценка          |
| --------------- | --------------- |
| AllMusic        | [ 1 ]           |
| Roughstock      | [ 2 ]           |

Outlaws Like Me — второй студийный альбом американского исполнителя кантри-музыки Джастина Мура, выпущенный 21 июня 2011 года на лейбле Valory Music, дочернем лейбле Big Machine Records. Диск достиг первого места в американском кантри-чарте Top Country Albums (став 1-м диском № 1 в кантри-чарте) и был на позиции № 5 в общенациональном хит-параде Billboard 200.

## История
Альбом получил смешанные отзывы музыкальных критиков и изданий: AllMusic, Roughstock. В 2017 году обозреватель журнала Billboard Чак Дофин включил три песни с диска в свой список десяти лучших песен Мура: «If Heaven Wasn’t So Far Away» (№ 1), «Bait a Hook» (№ 4) и «Til My Last Day» (№ 6).
Outlaws Like Me дебютировал на пятом месте в Billboard 200 и на первом месте в Top Country Albums с тиражом 65 тыс. копий в первую неделю релиза. К сентябрю 2013 года было продано 577 тыс. копий в США.

## Список композиций
| №   | Название                       | Автор(ы)                               | Длительность |
| --- | ------------------------------ | -------------------------------------- | ------------ |
| 1.  | «Redneck Side»                 | Kris Bergsnes Rick Giles Jeremy Stover | 2:34         |
| 2.  | «My Kind of Woman»             | Brian Dean Maher Justin Moore Stover   | 2:43         |
| 3.  | «If Heaven Wasn’t So Far Away» | Dallas Davidson Rob Hatch Brett Jones  | 3:43         |
| 4.  | «Run Out of Honky Tonks»       | Moore Jamie Paulin Ashe Underwood      | 3:42         |
| 5.  | «Beer Time»                    | Rhett Akins Moore Stover               | 2:49         |
| 6.  | «Bait a Hook»                  | Akins Moore Stover                     | 3:28         |
| 7.  | «Flyin’ Down a Back Road»      | Moore Paulin Stover                    | 3:51         |
| 8.  | «If You Don’t Like My Twang»   | Akins Moore Stover                     | 3:40         |
| 9.  | «Guns»                         | Moore Paulin Stover                    | 3:53         |
| 10. | «Sunshine Babies»              | Akins Moore Stover                     | 3:01         |
| 11. | «Til My Last Day»              | Maher Moore Stover                     | 3:54         |
| 12. | «Bed of My Chevy»              | Moore Stover                           | 3:26         |
| 13. | «Outlaws Like Me»              | Moore Stover                           | 5:51         |

## Позиции в чартах и сертификация

### Альбом
| Чарт (2011)                        | Высшая позиция |
| ---------------------------------- | -------------- |
| США (Billboard 200)                | 5              |
| США (Billboard Top Country Albums) | 1              |

### Синглы
| Год                   | Сингл                          | Высшая позиция | Высшая позиция     | Высшая позиция | Высшая позиция | Высшая позиция | Сертификации   |
| Год                   | Сингл                          | US Country     | US Country Airplay | US             | CAN Country    | CAN            | Сертификации   |
| --------------------- | ------------------------------ | -------------- | ------------------ | -------------- | -------------- | -------------- | -------------- |
| 2011                  | «If Heaven Wasn’t So Far Away» | 1              | —                  | 49             | —              | 76             | - US: Platinum |
| 2011                  | «Bait a Hook»                  | 17             | —                  | 63             | —              | —              | - US: Gold     |
| 2012                  | «Til My Last Day»              | 7              | 1                  | 51             | 8              | 76             | - US: Gold     |
| «—» неучастие в чарте |                                |                |                    |                |                |                |                |